# Mennica w Dahlholm
Mennica w Dahlholm – dorywcza mennica z siedzibą na zamku Dahlhom w Inflantach (obecnie Dole na Łotwie), w której w czasie rozejmu w wojnie siedmioletniej z Moskwą bito monety dla potrzeb opłacenia żołdu wojsku najemnemu.
Po zakończeniu działań zbrojnych, na innym zamku – w Parnawie, pozostawało 500 najemników walczących po stronie Rzeczypospolitej. Skarb był im winien 400 tys. złotych polskich, a dług rósł o 4 tys. talarów każdego miesiąca. Zygmunt II August pokrył z dochodów dóbr królewskich w Inflantach 300 tys. złotych polskich. Pozostałą kwotę zdecydowano się pozyskać z przebicia w Dahlholm bliżej nieznanej ilości srebra. Polecenie królewskie wykonano już po śmierci władcy – właściwie wybite monety powinny być zaliczane do okresu bezkrólewia.
Monety, nazywane czasami chodkiewiczowskimi, były bite z datą 1572 albo 1573, wg systemu monetarnego wówczas jeszcze niepodległej Rygi:
1 marka ryska = 2 półmarki = 4 wiardunki = 36 szelągów.
Kursy wymiany monet inflanckich na pieniądze Rzeczypospolitej ustalono na:
- 1 złoty polski = 4 marki,
- 1 marka = 1 szóstak litewski,
- 1 półmarka = 1 trojak litewski,
- 1 szeląg = 1/6 grosza litewskiego.

Wybito jednak monety podwartościowe, niezgodne z przepisami menniczymi. Różniły się one też znacznie od innych monet Zygmunta II Augusta projektem plastycznym i brakiem tytulatury królewskiej.